# NGC 2300
NGC 2300 (również UGC 3798, ARP 114 lub PGC 21231) – galaktyka eliptyczna (E-S0), znajdująca się w gwiazdozbiorze Cefeusza. Odkrył ją Alphonse Borrelly w 1871 roku.